# Андриканис, Николай Николаевич
Николай Николаевич Андриканис (8 августа 1908, Брюссель — 10 мая 1983, Москва) — советский архитектор. Соавтор проектов станций «Красные Ворота» и «Белорусская» Московского метрополитена. Брат оператора, режиссёра и сценариста Евгения Николаевича Андриканиса.

## Биография
Николай Андриканис родился 8 августа 1908 года в Брюсселе в семье адвоката Николая Адамовича Андриканиса (1876—1947) и Екатерины Павловны Шмит (сестры Н. П. Шмита). Они находились в ссылке за границей из-за участия в революции 1905 года. В 1916 году Андриканисы вернулась из ссылки в Россию.
В 1930 году Николай Андриканис окончил Вхутемас-Вхутеин. Работал в мастерской братьев Весниных. В 1933 году вместе с Л. А. Шагуриной, И. Г. Тарановым, Л. П. Шухаревой, С. С. Сенкевичем вошёл в состав Архитектурного бюро при Управлении Метростроя, затем преобразованного в архитектурный отдел Метропроекта (впоследствии — Метрогипротранс). Занимался проектированием и строительством станций Московского метрополитена. В 1934 году вступил в Союз архитекторов СССР.
Принимал участие в Великой Отечественной войне. В 1942 году был ранен.
Главный архитектор института Министерства радиопромышленности СССР в 1950—1957 годах. Начальник отдела Гидропроект в 1939—1965 годах.
Помимо станций метро занимался проектированием промышленных и спортивных сооружений. Являлся главным редактором издававшегося в 1961—1973 годах в СССР журнала «Современная архитектура», представлявшего собой перевод французского журнала «L'Architecture d'aujourd’hui».
Жил в Москве по адресу: Минская улица, дом 8. Умер 10 мая 1983 года. Похоронен с семьёй на Преображенском кладбище Москвы (участок 11).

## Работы
- Станция метро «Красные Ворота» (1935; совместно с И. А. Фоминым)
- Станция метро «Белорусская» (1938; совместно с Н. А. Быковой)
- Переход между станциями «Площади Революции» и «Театральная» (1946)

## Награды и звания
- Почётный железнодорожник[1]
- Медаль «За трудовую доблесть»[7]